# Trading social
Le trading social est la pratique par laquelle les investisseurs financiers basent leurs décisions de trading principalement (ou uniquement) sur les informations financières générées par les utilisateurs dans les médias web 2.0. L'objectif principal est de suivre les stratégies d'investissement des traders experts en utilisant le copy trading ou le mirror trading. Le trading social marque un tournant dans la façon dont les traders analysent le marché. Ils ne comptent plus uniquement sur les traditionnelles méthodes d'analyses techniques et fondamentales pour prendre leurs décisions de prise de position. C'est ce qu'on appelle également l'analyse financière sociale. Le trading social est aussi associé avec une variété de réseaux de trading en ligne, mélange de réseaux sociaux traditionnels avec les plateformes de trading récentes. Le trading social ne nécessite que peu (voire pas du tout) de connaissances des marchés financiers, et a été décrit comme une alternative à faible coût et sophistiqué aux gestionnaires de patrimoine traditionnels par le Forum économique mondial.

## Histoire
Bien avant l'avènement de l'Internet, le trading était caractérisé par la présence physique des clients et des courtiers dans les places boursières (telles que le palais Brongniart à Paris, ou le New York Stock Exchange à New York). Quand l'Internet et les nouveaux moyens de communication sont arrivés, le trading est devenu électronique. De nos jours, l'émergence du web 2.0 et des réseaux sociaux tels que Twitter et Facebook a été rapidement suivie par les investisseurs et traders professionnels, pour leurs capacités à partager leurs connaissances en temps réel. Les traders financiers ont vite compris qu'ils tenaient là une nouvelle source d'information, souvent bien plus rapide que les médias traditionnels, qui pourrait être à la fois économique, financière et technique.
De nos jours, la plupart des plateformes de trading en ligne proposent ce genre de services, et les traders ont commencé à suivre ces informations qui sont finalement plus sociales que financières. Cela se fait de façon explicite (en suivant les informations des autres traders plus expérimentés de façon automatique ou manuelle) ou implicitement, quand vos décisions de trading sont influencées par les activités de trading des autres traders.
Pour ses détracteurs, le copy trading recèle un risque de conflit d'intérêts puisque les courtiers CFDs et Forex sont susceptibles de prendre la contrepartie des ordres et donc de récupérer les pertes de leurs clients. En conséquence, "la tentation est grande d’une collusion entre le trader qui propose du copy trading et le courtier, afin de récupérer ces pertes".
L'une des premières plateformes de trading social a été Collective2, qui a commencé à offrir une fonctionnalité de trading social aux traders particuliers dès 2003 (précédant ZuluTrade de quatre ans). En 2010, le trading social a commencé à se démocratiser avec eToro,, suivi de Wikifolio en 2012. La société européenne NAGA, cotée à la bourse de Francfort depuis 2017, affirme que plus de 27 milliards d'euros ont été échangés sur sa plateforme au second semestre 2019. Parmi les plateformes contemporaines de trading social autres que celles déjà mentionnées, on peut citer Trading Motion, iSystems et FX Junction, entre autres.

## Types
Il y a trois principaux types d’opérations en Bourse :
- L’opération seule (non-sociale) : le trader A place de l’argent en Bourse par lui-même.
- Copy trade (l’opération copie) : le trader A place de l’argent en Bourse en copiant un trader B (une seule fois).
- Mirror trade (l’opération miroir) : le trader A place automatiquement de l’argent en Bourse à chaque fois que le trader B investit. Le trader A suit exactement la stratégie en Bourse du trader B.

Il existe des variations à ces opérations, offertes sur des plateformes en ligne, qui permettent aux utilisateurs de copier les portefeuilles des autres (« copy portfolio »), et de suivre les bénéfices d’un trader (« copy dividends »), afin que lorsqu’un trader suivi retire de l’argent de son compte, la même quantité (ou une quantité proportionnelle prévue à l’avance) sera retirée du compte de la personne qui suit, en temps réel.

## Principales caractéristiques
- Flux d'information — Le trading social implique un libre flux d'information entre les investisseurs financiers. Les plateformes de trading[9] incluant un service de trading social fournissent généralement, en temps réel, l'activité des traders désirant participer.
- Trading coopératif — Le trading social offre la possibilité de travailler ensemble, dans des équipes de traders qui peuvent opérer sur le marché de façon collaborative, soit en mettant leurs fonds en commun, en répartissant le travail de rechercher ou en partageant des informations.

## La recherche
Yaniv Altshuler, chercheur et ingénieur informatique au MIT, décrit les réseaux de trading social comme des complex adaptive systems (systèmes complexes et adaptables). Il a écrit, dans ses recherches de 2014, dans le OpenBook de eToro, « avec la possibilité intrinsèque de partager les idées et les informations entre elles, les utilisateurs d’OpenBook possèdent une nouvelle source d’informations qu’ils peuvent utiliser afin d’améliorer leurs performances en tant que trader. Comme les utilisateurs ne jouent pas les uns contre les autres mais plutôt ensemble contre le marché, la situation devient de type gagnant-gagnant, et encourage donc les utilisateurs à partager autant d’informations que possible ». Il conclut en disant que « le trading social offre bien plus de perspectives de gains que le trading individuel », mais que les utilisateurs ont « des décisions excellentes mais parfois non optimales quant à la sélection d’experts lorsqu’ils voient les choix des autres traders ».
Un rapport datant de 2015 du Forum économique mondial décrit les réseaux de trading social comme des perturbateurs, qui « ont émergé pour proposer des alternatives sophistiquées et à faible prix aux gestionnaires de patrimoines traditionnels. Ces solutions rassemblent des grands groupes de consommateurs et leur permet d’avoir plus de contrôle sur la gestion de leur patrimoine », et « constituent une menace directe à l’industrie de la gestion de patrimoine ».
La cellule de réflexion de l’économiste Nouriel Roubini a prédit en 2016 que « les nouvelles formes d’investissement, comme l’investissement responsable et le trading social » seraient l’une des principales sources de croissance économique dans les années à venir ».
Une étude faite en 2017 à l'université de Saint John a révélé que les traders « leaders », ou ceux avec des followers, sont plus sujets au phénomène nommé disposition effect (effet de disposition) que les investisseurs qui ne sont suivis pas aucun trader. Les auteurs affirment que cette observation s’explique par le fait que « les leaders se sentent responsables vis-à-vis de leurs followers et veulent à tout prix éviter de les décevoir, par peur de perdre des followers en admettant s’être trompé dans un choix d’investissement au préalable, ou par une tentative d’un nouveau trader leader de diriger leur image ».